# Kup europskih prvaka 1983./84. (košarka)
Ovo je 27. izdanje Kupa europskih prvaka u košarci. Sudjelovale su 24 momčadi. Nakon tri kruga izbacivanja igrana je poluzavršna skupina. Prve dvije momčadi iz nje (Barcelona i Virtus Rim) izborile su završnicu. Daljnji poredak: Pallacanestro Cantù (branitelj naslova), Bosna, Maccabi Tel Aviv, CSP Limoges. Završnica je odigrana u Ženevi 29. ožujka 1984.

## Završnica
- Virtus Rim -  Barcelona 79:73

- europski prvak:  Virtus Rim (prvi naslov)
  - sastav ([1]): Larry Wright, Stefano Sbarra, Paolo Salvaggi, Giuseppe Grimaldi, Clarence Kea, Renzo Tombolato, Enrico Gilardi, Fulvio Polesello, Marco Solfrini, Gianni Bertolotti, Paolo Scarnati, Tullio Sacripanti, Darrell Lockhart, Roberto Paliani, trener Valerio Bianchini